# Andy Rubin
Andy Rubin est le cofondateur et ancien CEO de Danger Inc. (en) et de Android Inc, l'entreprise à l'origine de Android. Jusqu'en mars 2013, il fut vice-président de l'ingénierie chez Google, où il supervisa le développement d'Android, un système d'exploitation open-source pour smartphones. Le 13 mars 2013, il est remplacé à ce poste par Sundar Pichai, jusqu'alors responsable de Chrome OS. Rubin demeure au sein de Google, pour travailler sur des projets encore non révélés.
Dans un entretien accordé au New York Times le 4 décembre 2013, on apprend qu'Andy Rubin va finalement prendre la tête de la division robotique de Google.
En novembre 2014 Google a annoncé que Andy Rubin allait quitter l'entreprise pour fonder un incubateur de start-up. James Kuffner remplacera Andy Rubin au poste de responsable de la division robotique de Google.

## Biographie
Andy Rubin étudie à l'Horace Greeley High School de Chappaqua.[citation nécessaire] Il a obtenu une Licence (Bsc) en informatique en 1986. Après l'université, Andy Rubin travaille pour Carl Zeiss AG.

## Carrière
Andy Rubin débute comme ingénieur chez Apple en 1989. Il travaille ensuite à une spin-off General Magic, où il  participe au développement de Magic Cap, un système d'exploitation et interface pour les appareils portatifs. Lorsque Magic Cap fait faillite, Andy Rubin rejoint Artemis Research, société fondée par Steve Perlman plus tard devenue WebTV (en) et rachetée par Microsoft.
Après plusieurs années, Andy Rubin part pour créer Danger, Inc avec Matt Hershenson et Joe Britt, société qui a également été rachetée par Microsoft en février 2008 pour 500 millions. Danger, Inc est connue principalement pour le Danger Hiptop (souvent sous la marque T-Mobile Sidekick), qui est un téléphone avec des capacités d'un PDA.
Il est dit que son éviction du poste de CEO de Danger l'a encouragé à fonder Android[réf. nécessaire]. Andy Rubin fonde Android avec Rich Miner, Nick Sears et Chris White. Android est racheté, en août 2005, par Google (qui deviendra son nouvel employeur).
En mars 2013, Andy Rubin, qui gérait jusque-là l’évolution de l’OS mobile chez Google, est remplacé par Sundar Pichai.
Le 1er novembre 2014, Andy Rubin quitte discrètement Google après «une relation inappropriée avec une employée», en empochant des indemnités de départ de 90 millions de dollars et pour 150 millions de $ de stocks Google. Il crée un incubateur pour start-up spécialisées dans le développement de matériels.
Cet incubateur est basé à Palo Alto (Playground Global).
En mai 2017, la société Essential Products créée par Andy Rubin a annoncé la sortie du smartphone Essential PH-1. C'est une phablette haut de gamme sous Android.
En juillet 2019, il est accusé par sa femme d'avoir géré un "sex ring".
En 2020, la société Essential ferme.